# كميل (مغني)
كميل ماجستيك واسمه الحقيقي كميل كنز الله (مواليد 2007) هو مغني فرنسي من أصول مغربية وبولندية (أو بولونية)، اشتهر في فرنسا من خلال وسائل التواصل الاجتماعي وعبر الإذاعات والقنوات الفرنسية، وبأشرطة الفيديو الغنائية بطريقة الـ cover وعبر بعض أغانيه الخاصة عبر شركة تسجيل الإسطوانات Majestic Records.
ظهر كميل في بعض الأفلام والتحقيقات وفي سلسلة مصورة في موريشيوس بعنوان Afrotipeu (بتأثير لأغاني الـ Afro Trap) مع المخرج التانزاني الموريشيوسي Martin Magembe في العديد من الأغاني الخاصة. ولعب كميل دورا في فيلم Mon fils Malick للمخرجة Thitia Marquez.
كميل والده محمد كنزالله من أصل مغربي ووالدته مونيكا من أصل بولندي. أخوته وسام، نسيم، الياس (وهو توأم لكميل) ورياض. وأقامت العائلة في ساران، فرنسا. والده يملك ستوديو موسيقي للتسجيل باسم «إسطوانات ماجستيك». أصدر كميل الـ EP الخاص Ça me fait mal مع ستة أغاني خاصة به عام 2016.
ظهر كميل عام 2017 في عمر التاسعة في برنامج The Voice Kids في فرنسا مغنيا أغنية Aladin للرابر بلاك إم . مع أن القضاة لم يديروا كراسيهم، فإن ظهوره أشعل انتباه الجمهور، وعشرة ملايين شاهدوا الكليب، وروج بلاك إم من خلال حسابه في موقع X للتنويه بكميل، واستضيف كميل في البرنامج الإذاعي Guillaume عبر أثير إذاعة NRJ بحضور بلاك أم. وعدة مرات على شاشة Gu'Live، أيضا على شاشة ديزني الفرنسية وعبر أثير NRJ، وغنى مع بلاك أم في حفلة الأخير عام 2017. كما غنى كميل أغاني لفنانين بحضورهم مثل ألونزو، لارتيست، ألجيرينو وبيغفلو وأولي وغيرهم، وله العديد من التسجيلات لمغنين ورابرز فرنسيين وغيرهم.

## EP
- 2016: Ça me fait mal

يحتوي على: 
- Le tipeu
- On va s'enjailler
- Je ne t'écoute même pas
- Ça me fait mal
- Je veux partir loin
- ?Pourquoi stresser

## الأغنيات
أغنيات خاصة
(مختارات)
- Mama
- Ça me fait mal
- Fortnite لـ KAMIL vs NEXTAZ
- Leçon de vie لـ WISS feat KAMIL
- Monde meilleur
- T'en va pas لـ KAMIL feat BRASCO
- Unité

أغنيات لفنانين
(مختارات)
- Aladin لـ Black M
- Africain لـ Booba
- Bella ciao - أغنية تراثية - Maëlyss & Kamil
- Chocolat لـ Lartiste
- Dommage لـ Bigflo & Oli
- Frérot لـ Black M feat Soprano
- Guérilla لـ Soolking
- La boulette لـ Diam's
- La isla bonita - لـ Madonna
- Mi Corazón لـ Marwa Loud
- Papa لـ Bigflo & Oli
- Petit coeur لـ Diam's
- Plus tard لـ Bigflo & Oli
- Va Bene لـ L'Algerino

## وصلات خارجية
- فايسبوك
- إنستاغرام
- يوتيوب إسطوانات ماجستيك